# Zapatismo
Zapatismo è un termine usato dagli storici per riferirsi al movimento armato identificato con le idee di Emiliano Zapata, uno dei comandanti della rivoluzione messicana, incarnate principalmente nel Piano di Ayala del 1911. I membri dell'Esercito di Liberazione del Sud guidato da Zapata erano conosciuti come zapatisti.

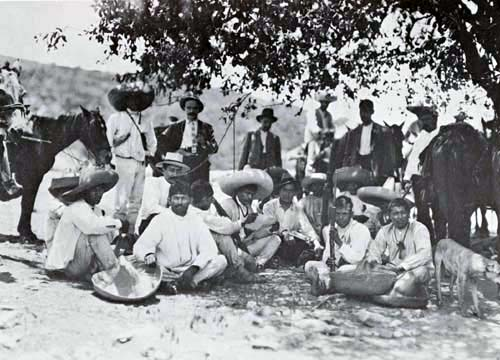
Soldati zapatisti.

Una delle frasi più simboliche dello zapatismo era "La terra appartiene a chi la lavora", riflettendo una sorta di socialismo agrario, originariamente coniata dallo stesso Zapata nei suoi tentativi di eliminare la società cacicca in Messico e restituire il possesso della terra alle classi contadine del sud. La frase divenne il simbolo del ruralismo messicano. Lo zapatismo, ruralista e armato, aveva quindi molte affinità con il Magonismo, teorico e operaio, pensato dai Fratelli Flores Magón. Decenni dopo la morte di Zapata (1919), nel 1994 l'Esercito Zapatista di Liberazione Nazionale adottò una forma radicalizzata di questa filosofia nota come Neozapatismo, nei suoi tentativi di creare comunità contadine socialiste libertarie nel Chiapas.